# Lynden Rose
Lynden Bernard Rose sr. (Nassau, 14 novembre 1960) è un ex cestista bahamense.

## Carriera
È stato selezionato dai Los Angeles Lakers al sesto giro del Draft NBA 1982 (136ª scelta assoluta).
Con le Bahamas ha disputato i Giochi panamericani del 1991.